# Ischalis palthidata
Ischalis palthidata là một loài bướm đêm trong họ Geometridae.